# Lista de primeiras-damas do Distrito Federal (Brasil)
Esta é a lista que reúne as primeiras-damas e os primeiros-cavalheiros do Distrito Federal brasileiro.
O termo é usado pelo cônjuge do(a) governador(a) do Distrito Federal quando este(a) está exercendo os plenos direitos do cargo. Em uma ocasião especial, o título pode ser aplicado a outra pessoa, quando o(a) governador(a) é solteiro(a) ou viúvo(a). A atual primeira-dama é Mayara Noronha Rocha, esposa do 19.º governador brasiliense Ibaneis Rocha.
| Nº                              | Nome                               | Imagem                          | Início do mandato       | Fim do mandato          | Governador(a)                          | Notas e Referências |
| ------------------------------- | ---------------------------------- | ------------------------------- | ----------------------- | ----------------------- | -------------------------------------- | ------------------- |
| 1                               | Vera Prates da Silveira            |                                 | 12 de novembro de 1969  | 24 de janeiro de 1973   | Hélio Prates da Silveira               | [ 2 ]               |
| não consta; governador interino | não consta; governador interino    | não consta; governador interino | 24 de janeiro de 1973   | 29 de janeiro de 1973   | Antônio Avancini Fragomeni             |                     |
| 1                               | Vera Prates da Silveira            |                                 | 29 de janeiro de 1973   | 14 de março de 1974     | Hélio Prates da Silveira               | [ 2 ]               |
| não consta; governador interino | não consta; governador interino    | não consta; governador interino | 14 de março de 1974     | 2 de abril de 1974      | Octávio Odílio de Oliveira Bittencourt |                     |
| 2                               | Edvaltriz de Amorim Pithon Farias  |                                 | 2 de abril de 1974      | 29 de março de 1979     | Elmo Serejo                            |                     |
| 3                               | Vely Lamaison                      |                                 | 29 de março de 1979     | 2 de julho de 1982      | Aimé Lamaison                          |                     |
| 4                               | Zeli Ornellas                      |                                 | 2 de julho de 1982      | 8 de abril de 1985      | José Ornellas                          | [ 3 ]               |
| 5                               | Virgínia Barbosa de Vasconcelos    |                                 | 8 de abril de 1985      | 9 de maio de 1985       | Ronaldo Costa Couto                    |                     |
| 6                               | Maria Leonor Gonçalves de Oliveira |                                 | 9 de maio de 1985       | 19 de setembro de 1988  | José Aparecido de Oliveira             |                     |
| 7                               | Weslian Roriz                      |                                 | 19 de setembro de 1988  | 9 de março de 1990      | Joaquim Roriz                          | [ 4 ]               |
| 8                               | Regina Célia Valim                 |                                 | 9 de março de 1990      | 15 de março de 1991     | Wanderley Vallim                       |                     |
| 9                               | Weslian Roriz                      |                                 | 15 de março de 1991     | 1º de janeiro de 1995   | Joaquim Roriz                          | [ 5 ]               |
| 10                              | Gladys Buarque                     |                                 | 1º de janeiro de 1995   | 1º de janeiro de 1999   | Cristovam Buarque                      |                     |
| 11                              | Weslian Roriz                      |                                 | 1º de janeiro de 1999   | 31 de março de 2006     | Joaquim Roriz                          | [ 5 ]               |
| não encontrado                  | não encontrado                     | não encontrado                  | 31 de março de 2006     | 1º de janeiro de 2007   | Maria de Lourdes Abadia                |                     |
| 12                              | Mariane Vicentini                  |                                 | 1º de janeiro de 2007   | 2007                    | José Roberto Arruda                    | [ 6 ]               |
| 13                              | Flávia Arruda                      |                                 | 2007                    | 16 de março de 2010     | José Roberto Arruda                    | [ 7 ]               |
| 14                              | Anna Christina Kubitschek Barbará  |                                 | 11 de fevereiro de 2010 | 23 de fevereiro de 2010 | Paulo Octávio                          |                     |
| 15                              | Márcia Lima                        |                                 | 23 de fevereiro de 2010 | 19 de abril de 2010     | Wilson Lima                            |                     |
| 16                              | Karina Curi Rosso                  |                                 | 19 de abril de 2010     | 1º de janeiro de 2011   | Rogério Rosso                          | [ 8 ]               |
| 17                              | lza Queiroz                        |                                 | 1º de janeiro de 2011   | 1º de janeiro de 2015   | Agnelo Queiroz                         | [ 9 ]               |
| 18                              | Márcia Rollemberg                  |                                 | 1° de janeiro de 2015   | 1º de janeiro de 2019   | Rodrigo Rollemberg                     | [ 10 ]              |
| 19                              | Mayara Noronha Rocha               |                                 | 1º de janeiro de 2019   | até a atualidade        | Ibaneis Rocha                          | [ 11 ]              |